# Hot Import Nights

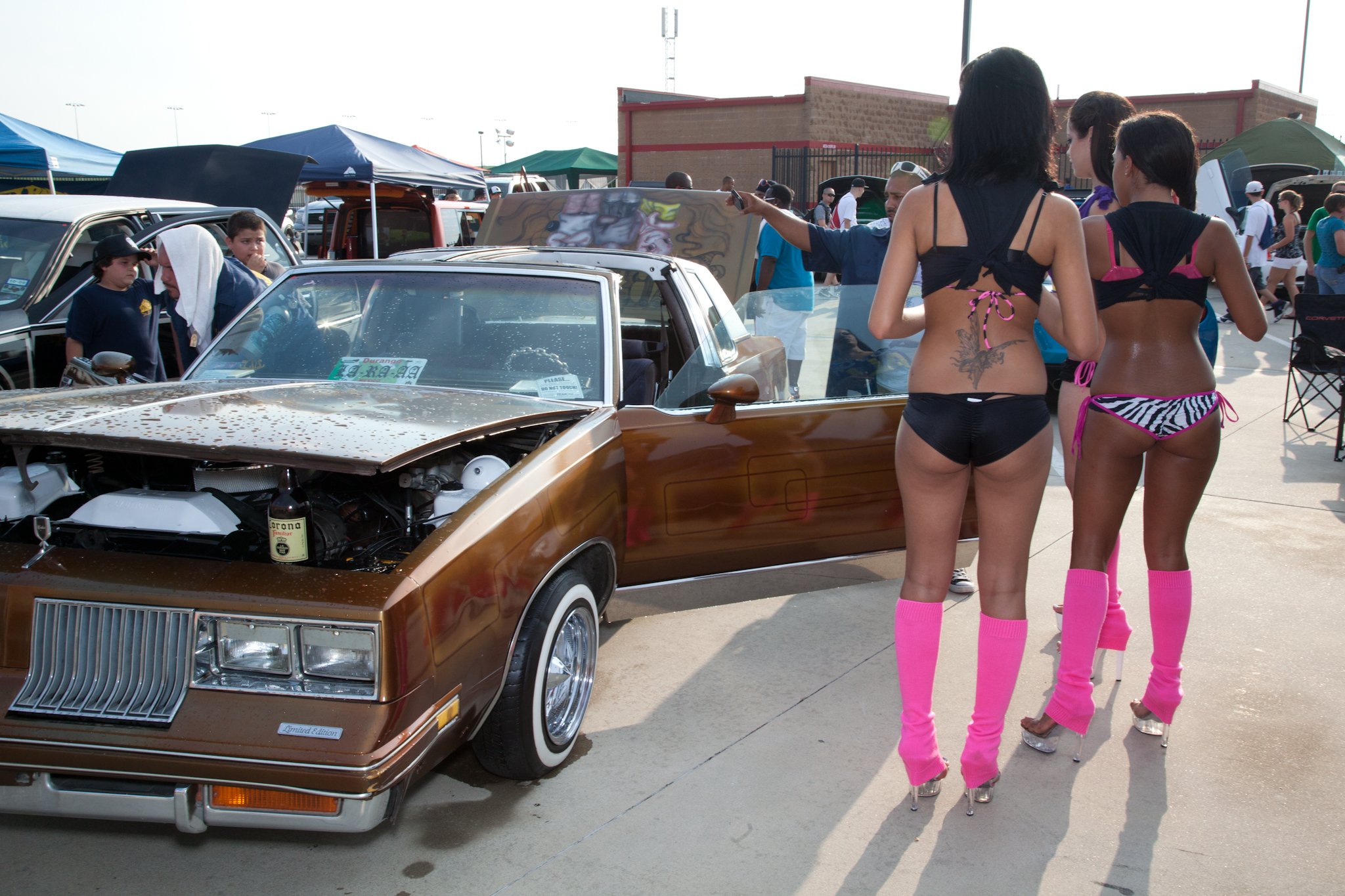
Hot Import Nights in Atlanta, 2010

Hot Import Nights (HIN Events) is organisator van een autosalon, Hot Import Night genaamd, die op verschillende locaties in de Verenigde Staten wordt gehouden. Deze autoshow is vooral gericht op geïmporteerde, getunede auto's. De Hot Import Night komt oorspronkelijk uit Californië maar reist inmiddels heel Amerika door.

## Evenementen
Hot Import Nights zijn evenementen die slechts één avond duren en ongeveer twee keer per maand plaatsvinden. De locaties zijn vooral grote steden zoals Boston, Seattle, San Diego, Las Vegas en Chicago maar ook enkele exotische plekken als Honolulu.
Een Hot Import Night is voor iedereen toegankelijk. Individuen kunnen tegen betaling hun auto tentoonstellen. 

## Verdere activiteiten
Tijdens de shows treden vaak hiphopartiesten op. Daarnaast zijn de Hot Import Nights bekend om de professionele modellen die er rondlopen, voornamelijk ter promotie van de sponsoren. De modellen geven shows op het podium en dansen op de muziek van optredende artiesten. Hoewel de hele sfeer is opgezet als ware het een nachtclub, zijn Hot Import Nights voor alle leeftijden geopend.